# Godrej Group
Godrej Group est un conglomérat indien basé à Mumbai, fondé en 1897. Il opère dans des domaines très variés : biens de consommation, immobilier, agriculture, cosmétique, principalement en Inde et en Afrique.

## Éléments historiques
Le groupe est fondé en 1897 et est une entreprise familiale. Il est fondé par les frères Ardeshir Godrej (en) et Pirojsha Burjorji Godrej (en), et se consacre initialement à la fabrication de serrures. Plus d'un siècle plus tard, il est toujours la propriété de cette même famille et est devenu un conglomérat d'activités (coffres-forts, insecticides, réfrigérateurs, cosmétique, etc.). Il n'est pas tenu à rémunérer des actionnaires, et s'inscrit de ce fait dans une logique à long terme, avec une dimension sociale, notamment sous la direction de Sohrab Soli Godrej, dans les années 1970, 1980 et 1990. La famille Godrej s'est imposée comme une famille majeure dans l'économie et l'industrialisation de l'Inde,,. « Une entreprise familiale peut choisir de mesurer ses succès en années et en décennies, et non trimestre par trimestre », déclare en 2005 Adi Godrej.
Ce groupe possédait par exemple la dernière usine de fabrication de machines à écrire, qui a fermé ses portes en 2011. À partir des années 2000, il s'est développé sur le continent africain, et  notamment dans la cosmétique par la création de filiales et par des acquisitions,,,.